# Rocky Siberie
Richmar Simon Sabino ("Rocky") Siberie (Willemstad, 24 maart 1982) is een Curaçaos voetballer die als aanvaller speelt.

## Carrière
In de jeugd speelde Siberie voor SV VESTA. Op z'n twaalfde ging hij ook honkballen en kon op z'n vijftiende in de Verenigde Staten een jeugd profcontract tekenen. Hij koos voor het voetbal en ging naar Nederland waar hij in de jeugdopleiding van sc Heerenveen kwam. In 2001 moest hij weg bij Heerenveen en ging naar SC Cambuur uit Leeuwarden. Daar speelde hij eerst een seizoen in het tweede en trainde ook bij het eerste team. In z'n tweede seizoen scheurde hij z'n kruisband af en maakte dat seizoen z'n CIOS opleiding af. In 2003 debuteerde hij voor Cambuur en scoorde zijn eerste doelpunt op 19 december in de uitwedstrijd tegen Sparta.
In 2004 kwam hij bij de cultclub FC St. Pauli uit Hamburg (Duitsland) terecht en een seizoen later in Slovenië bij NK Maribor. Begin 2006 kwam hij bij Wuppertaler SV in de Regionalliga Nord. Begin 2007 ging hij op Malta bij Valletta FC spelen en in het seizoen 2007/08 kwam hij voor SV Straelen in de Oberliga Nordrhein uit.
Na een stage van twee weken tekende hij op 5 juli 2008 een contract bij FC Dordrecht. Door weinig uitzicht op speelminuten, werd het contract van Siberie in januari 2009 ontbonden. In het seizoen 2009/2010 speelde Siberie voor de Utrechtse amateurclub Hercules. Van 2010 tot 2014 speelde Siberie voor de Italiaanse amateurclub ASD Pro Settimo & Eureka op het zesde niveau en sinds 2014 speelde hij voor Ospedaletti 2000 op het zevende niveau. In het seizoen 2016/17 werd hij kampioen met de club. Medio 2017 ging Siberie voor ASD San Remo 80 spelen waar hij in oktober van dat jaar ook als interim-hoofdtrainer fungeerde. Hij werd met 20 doelpunten clubtopsorer en ging in juli 2018 naar ASD Atletico Argentina. In 2019 ging hij voor Carlin's Boys 1947 uit San Remo spelen. Vanaf medio 2020 komt Siberie uit voor US Camporosso. Medio 2022 ging hij terug naar Ospedaletti.
Hij speelde in 2004 en 2008 voor het Nederlands-Antilliaans voetbalelftal en in 2011 voor het Curaçaos voetbalelftal.

## Statistieken
| Seizoen | Club                     | Wedstrijden | Doelpunten | Competitie                                      |
| ------- | ------------------------ | ----------- | ---------- | ----------------------------------------------- |
| 2003/04 | SC Cambuur               | 14          | 1          | Eerste divisie                                  |
| 2004/05 | FC St. Pauli             | 15          | 1          | 2. Bundesliga                                   |
| 2005/06 | NK Maribor               | 16          | 5          | 1. Slovenska Nogometna Liga                     |
| 2005/06 | Wuppertaler SV           | 13          | 2          | Regionalliga Nord                               |
| 2006/07 | Wuppertaler SV           | 12          | 3          | Regionalliga Nord                               |
| 2006/07 | Valletta FC              | 11          | 7          | Premier League                                  |
| 2007/08 | SV Straelen              | 15          | 7          | Oberliga Nordrhein                              |
| 2008/09 | FC Dordrecht             | 11          | 2          | Eerste divisie                                  |
| 2009/10 | Hercules                 | 6           | 3          | Zondag eerste klasse A                          |
| 2010/14 | ASD Pro Settimo & Eureka |             |            | Eccellenza Piemonte                             |
| 2014/17 | Ospedaletti 2000         |             |            | Seconda Categoria Lombardije, poule D 'Brescia' |
|         |                          | 113         | 31         |                                                 |